# بريسيلا رايت
بريسيلا رايت هي كاتبة غنائية ومغنية كندية، ولدت في 14 أغسطس 1940.

## وصلات خارجية
- بريسيلا رايت على موقع IMDb (الإنجليزية)
- بريسيلا رايت على موقع ميوزك برينز (الإنجليزية)
- بريسيلا رايت على موقع أول ميوزيك (الإنجليزية)
- بريسيلا رايت على موقع ديسكوغز (الإنجليزية)